# Hraběšice
Hraběšice (in tedesco Rabenseifen) è un comune della Repubblica Ceca facente parte del distretto di Šumperk, nella regione di Olomouc.